# Nancy van der Elst
Nancy van der Elst (Utrecht, 9 mei 1919 – Laren, 9 april 2017) was een Nederlands musicoloog, muziekdocente en componiste.

## Biografie
Van der Elst werd in 1919 geboren in Utrecht als een van een tweeling. Haar vader Wijnandus van der Elst (1882-1963) was leraar wiskunde en natuurkunde in Utrecht en campanoloog. Vanaf 1922 woonde het gezin aan het Wilhelminapark.
Haar eerste zanglessen kreeg Van der Elst, samen met haar tweelingzusje Hanny, van Catharina van Rennes. Ze volgde onderwijs aan het Utrechts Stedelijk Gymnasium. Vervolgens studeerde ze muziekwetenschappen aan de Rijksuniversiteit Utrecht. In 1941 richtte ze met haar medestudente Hélène Nolthenius het dispuut, later studievereniging, Hucbald op. Ook haar zusje Hanny werd lid.
Ze studeerde harmonie en contrapunt bij Ernest Willem Mulder. Aan het Utrechts Conservatorium behaalde zij in 1951 het diploma Solozang. In 1958 behaalde ze het diploma Chant enseignement libre 4e degré aan de Ecole Normale de Musique te Parijs. Aan de Sorbonne in Parijs behaalde zij in 1972 het Doctorat d'état des lettres et sciences humaines met haar proefschrift Henri Duparc, l'homme et son oeuvre. Haar promotor was Jacques Chailley. 

### Loopbaan
Tussen 1950 en 1951 was Van der Elst werkzaam als docente muziektheorie aan het Utrechts Conservatorium. In de periode 1956-1957 doceerde zij muziekgeschiedenis aan het Muzieklyceum te Amsterdam. Van 1958 tot eind 1981 was zij verbonden aan het Rotterdams Conservatorium als docente muziekgeschiedenis.
In 1975 trad zij op als gastdocente aan de Rijksuniversiteit Utrecht en in de jaren 1977-1978 als vervangend docente muziekgeschiedenis aan het Utrechts Conservatorium. Tevens dirigeerde zij diverse vrouwenkoren, waaronder het Toonkunst Dameskoor Amersfoort (1951-1980), gaf zij privélessen in solozang en verzorgde zij cursussen voor de Eduard van Beinum Stichting.
Naast haar onderwijswerkzaamheden publiceerde zij artikelen in verschillende muziekbladen, waaronder Mens en Melodie en Preludium, schreef ze muziekrecensies voor het Utrechts Nieuwsblad en teksten voor grammofoonplaathoezen. Zij verrichtte onderzoek naar het Wilhelmus en publiceerde over de melodie, de ontstaansgeschiedenis en het auteurschap van het volkslied. Tevens gaf zij lezingen over deze onderwerpen.
Vanaf 1992 was Van der Elst bestuurslid van de Frank Martin Stichting.

### Overlijden
Van der Elst woonde tot op hoge leeftijd in het familiehuis aan het Wilhelminapark, waar ze in 1922 was komen wonen. Ze overleed op 9 april 2017, een maand voor haar 98ste verjaardag, in het Rosa Spier Huis te Laren. Ze werd begraven op begraafplaats Kovelswade in Utrecht.

## Onderscheidingen
- 1976: Erelid van de afdeling Amersfoort van de Maatschappij tot Bevordering der Toonkunst
- 1982: Ridder in de Orde van Oranje-Nassau
- Chevalier de l'Ordre des Arts et des Lettres (Frankrijk)
- 2003: Erelid van de Mozart Vereniging[4]
- 2013: Erelid van van de Koninklijke Vereniging van Nederlands Muziekgeschiedenis, uit waardering voor haar omvangrijk muzikaal en musicologisch levenswerk[3]